# Černá ruka
Černá ruka (srbsky Црна рука, Crna ruka), oficiálně později zvaná Sjednocení nebo smrt (Уједињење или смрт, Ujedinjenje ili smrt), byla tajná organizace oficiálně založená v srpnu 1901 srbskými nacionalisty.

## Historie

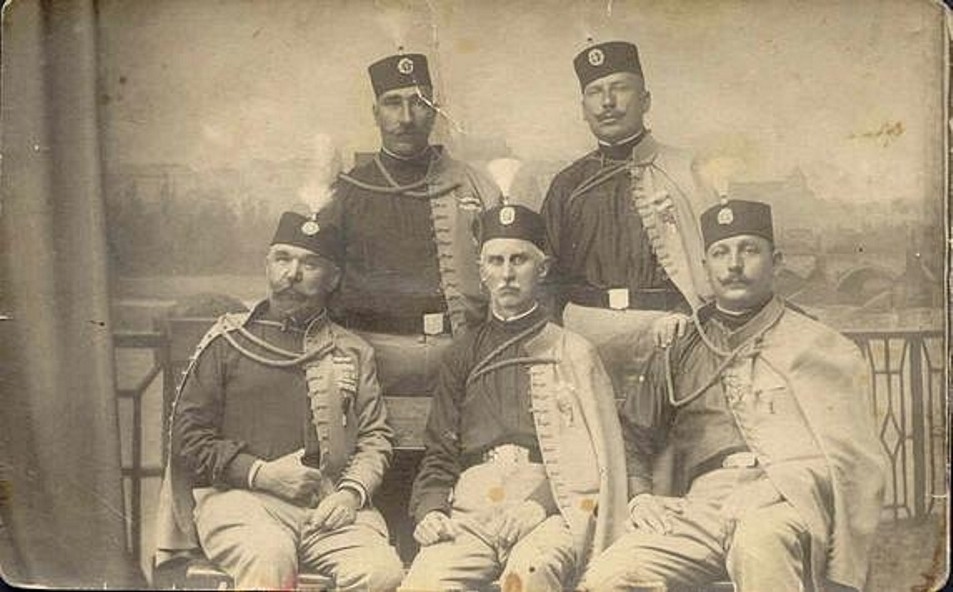
Členové skupiny Černá ruka. Nahoře vpravo stojí Dragutin Dimitrijević "Apis"

Organizaci založila skupina armádních důstojníků vedená plukovníkem Dragutinem Dimitrijevićem Apisem v srpnu 1901. Jejich cílem bylo zavraždění srbské královské rodiny. Tento plán provedli ve dnech 28. - 29. května 1903 pod názvem Majski prevrat (Květnové povstání), při kterém zavraždili krále Alexandra a jeho manželku, královnu Dragu, a další členy srbské královské rodiny ve starém královském paláci v Bělehradě.

### Národní obrana
8. října roku 1908 vytvořili členové Černé ruky radikální skupinu Narodna odbrana (Národní obrana) v reakci na rakousko-uherskou anexi Bosny a Hercegoviny, když byla srbská společnost znepokojená tím, že srbská vláda není v těchto záležitostech příliš rozhodná.
Černá ruka si kladla za cíl sjednocení všech jižních Slovanů, při kterých měli Srbové sehrát rozhodující roli, neplánovali ale v Srbsku státní převrat.

### Sjednocení nebo smrt
Počátkem května 1911 vznikla skupina Sjednocení nebo smrt, která se později spojila s Černou rukou. Účastnila se atentátu na rakouského následníka trůnu, arcivévodu Františka Ferdinanda d'Este a jeho českou manželku Žofii Chotkovou v Sarajevu 28. června 1914. Tento incident o několik dní později posloužil jako záminka k vyhlášení první světové války.

### Bílá ruka
Jako reakce na tuto organizaci bylo také založeno sdružení Bílá ruka, které naopak mělo podporovat panovníka a dvůr.

## Zajímavosti
V češtině existuje úsloví „řádit jako Černá ruka“.